# Ryan Lomberg
Ryan Lomberg (* 9. Dezember 1994 in Richmond Hill, Ontario) ist ein kanadischer Eishockeyspieler, der seit Juli 2024 erneut bei den Calgary Flames in der National Hockey League unter Vertrag steht. Mit den Florida Panthers gewann der linke Flügelstürmer in den Playoffs 2024 den Stanley Cup.

## Karriere

### Jugend
Ryan Lomberg wurde in Richmond Hill geboren und begann seine Juniorenkarriere in der Ontario Junior Hockey League (OJHL), wo er in den Spielzeiten 2009/10 und 2010/11 für die North York Rangers sowie die Upper Canada Patriots auflief. Anschließend wechselte er zur Saison 2011/12 in die United States Hockey League (USHL), wo er in der Saison 2011/12 als Topscorer der Muskegon Lumberjacks überzeugte. Dort sammelte er in 52 Spielen 40 Scorerpunkte und verbuchte zudem 154 Strafminuten, womit er in dieser Kategorie den fünften Platz der Liga belegte.
Zur Saison 2012/13 nahm Lomberg ein Studium an der University of Maine auf und spielte zwei Jahre lang für deren Maine Black Bears in der Hockey East, einer Liga im Spielbetrieb der National Collegiate Athletic Association (NCAA). In den nächsten zwei Jahren verzeichnete er in 66 Einsätzen  18 Tore und bereitete 14 weitere vor. Nach der Spielzeit 2013/14 verließ er das Team allerdings aufgrund einer Suspendierung infolge einer Anklage wegen Körperverletzung und ordnungswidrigen Verhaltens, wobei er sich schuldig bekannte. In der Folge kehrte der Angreifer in die USHL zurück, wo er sich den Youngstown Phantoms anschloss, als deren Kapitän er in seinem letzten Juniorenjahr fungierte.

### Profibereich
Im Juli 2015 erhielt Lomberg, ohne zuvor in einem NHL Entry Draft ausgewählt worden zu sein, eine Einladung ins Trainingslager der Calgary Flames und unterzeichnete schließlich einen Vertrag mit deren AHL-Farmteam, den Stockton Heat. In der Saison 2015/16 teilte er seine Einsätze zwischen den Heat und deren ECHL-Farmteam, den Adirondack Thunder, bevor er sich im weiteren Verlauf in der AHL etablierte. Nach konstanten Leistungen in der Saison 2016/17 unterschrieb der Flügelstürmer schließlich im März 2017 einen Einstiegsvertrag bei den Calgary Flames. Er gab sein Debüt in der National Hockey League im Januar 2018 gegen die Edmonton Oilers und sammelte in dieser Partie sechs Strafminuten nach einem Kampf mit Zack Kassian – seiner insgesamten Ausrichtung als Enforcer entsprechend. In Summe war er fünf Jahre in der Organisation der Flames aktiv, ohne sich jedoch langfristig in deren NHL-Aufgebot etablieren zu können.
Nachdem sein Vertrag in Calgary im Sommer 2020 nicht verlängert worden war, schloss sich Lomberg  im Oktober 2020 als Free Agent den Florida Panthers an. Dort wiederum erspielte er sich prompt einen Stammplatz in der NHL und kam in den folgenden vier Jahren regelmäßig zum Einsatz. Insbesondere hatte er somit auch Anteil am Erreichen des Stanley-Cup-Finals in den Playoffs 2023, das in einer 1:4-Niederlage gegen die Vegas Golden Knights endete, ebenso wie am Gewinn der prestigeträchtigen Trophäe im Folgejahr durch einen 4:3-Erfolg über die Edmonton Oilers. Nach diesem ersten Titel der Franchise-Geschichte wurde sein Vertrag in Florida allerdings nicht verlängert, sodass er als Free Agent zu den Calgary Flames zurückkehrte. Dort erhielt er einen Zweijahresvertrag mit einem Gesamtvolumen von vier Millionen US-Dollar.

## Erfolge und Auszeichnungen
- 2024 Stanley-Cup-Gewinn mit den Florida Panthers

## Karrierestatistik
Stand: Ende der Saison 2024/25
(Legende zur Spielerstatistik: Sp oder GP = absolvierte Spiele; T oder G = erzielte Tore; V oder A = erzielte Assists; Pkt oder Pts = erzielte Scorerpunkte; SM oder PIM = erhaltene Strafminuten; +/− = Plus/Minus-Bilanz; PP = erzielte Überzahltore; SH = erzielte Unterzahltore; GW = erzielte Siegtore; 1 Play-downs/Relegation; Kursiv: Statistik nicht vollständig)